# Cachoeira Alta
Cachoeira Alta este un oraș în Goiás (GO), Brazilia.